# Сан-Жуан-да-Пешкейра (район)
Сан-Жуан-да-Пешкейра (порт. São João da Pesqueira) — район (фрегезия) в Португалии, входит в округ Визеу. Является составной частью муниципалитета Сан-Жуан-да-Пешкейра. По старому административному делению входил в провинцию Траз-уж-Монтиш и Алту-Дору. Входит в экономико-статистический субрегион Доуру, который входит в Северный регион. Население составляет 1989 человек на 2001 год. Занимает площадь 50,74 км².

## История
Район основан в 1055 году.